# 奥塞尼奥·艾贝尔
奥塞尼奥·艾贝尔（1875年6月20日—1946年7月4日）是一位奥地利古生物学家和演化生物学家，1920年获美国国家科学院颁发的丹尼尔·吉罗·艾略特奖章。